# Provincia di Teheran
La provincia di Teheran (in persiano  استان تهران‎, Ostān-e Tehrān) è una delle trentuno province dell'Iran, con capoluogo Teheran.
Comprende la più grande città del paese, con il suo vasto sviluppo territoriale e la sua ricca varietà di paesaggi urbani, ed è la provincia più popolata e più densamente popolata dell'Iran. Circa l'84% della popolazione si concentra nelle città, mentre il 16% circa della popolazione risiede nelle zone rurali della provincia.

## Geografia antropica

### Suddivisioni amministrative
La provincia è divisa in 16 shahrestān:
- Shahrestān di Baharestan
- Shahrestān di Damavand
- Shahrestān di Eslamshahr
- Shahrestān di Firuzkuh
- Shahrestān di Malard
- Shahrestān di Pakdasht
- Shahrestān di Pardis
- Shahrestān di Pishva
- Shahrestān di Qarchak
- Shahrestān di Qods
- Shahrestān di Robatkarim
- Shahrestān di Rey
- Shahrestān di Shahriyar
- Shahrestān di Shemiranat
- Shahrestān di Teheran
- Shahrestān di Varamin

Gli shahrestān di Karaj, Nazarabad e Savojbolagh dal 23 giugno 2010 fanno parte della nuova provincia di Alborz.

## Cultura
La capitale Teheran è sede di vari musei e gallerie d'arte, testimonianze più espressive delle tradizioni e della cultura persiana antica e recente. Tra i luoghi da visitare a Teheran possiamo ricordare: il museo archeologico; il museo dei tappeti; musei dei palazzi reali; il museo etnologico; il museo Reża ʿAbbāsi; il notevole panorama del monte Damavand; le vaste ed attrezzate piste di sci di Shemshak, sulle colline situate al nord della città, e tanti altri posti di interesse.